# تپه چاله خندق شاهجوق
تپه چاله خندق شاهجوق مربوط به دوران پیش از تاریخ ایران باستان است و در شهرستان سمنان، بخش مرکزی، شاهجوق واقع شده و این اثر در تاریخ ۹ اردیبهشت ۱۳۸۲ با شمارهٔ ثبت ۸۶۲۱ به‌عنوان یکی از آثار ملی ایران به ثبت رسیده است.